# Дерев'яне колесо з люблянських боліт
Дерев'яне колесо з люблянських боліт — дерев'яне колесо з віссю, яке було знайдено у 2002 році за 20 км на південь від Любляни та зберігається в Міському музеї Любляни.
Радіовуглецевий аналіз виконаний Віденською лабораторією VERA (Vienna Environmental Research Accelerator), встановив, що йому 5150 років, що робить його найстарішим з коли-небудь віднайдених дерев'яних коліс. Виявлена командою археологів Інституту археології в Словенії академії наук і мистецтв під керівництвом Антона Велущка (Anton Velušček). Колесо діаметром 72 см виготовлено з дерева ясена, а довжина осі — 124 см — з дуба. Вісь кріпилася до колеса за допомогою дубових клинів і оберталася колесом.